# 彭勃 (1921年)
彭勃（1921年—2022年4月23日），男，山东朝城人，中国人民解放军高级政治干部。

## 生平
1938年8月，年仅17岁的彭勃参加鲁西抗日游击队，1938年加入中国共产党。在八路军冀鲁豫军区历任战士、班长、排长、连指导员、筑先抗日游击纵队政治部民运干事、八路军太行军区第八军分区（太南分区）青年干事、军法干事，抗日决死第三纵队第七团宣传队队长。1945年9月太行军区把陵高县独立营并入决七团，并补充豫北新兵千余名，扩编为3个营11个连的甲种团，担任营副教导员、教导员；1948年临汾战役时任23旅作训科长后任69团副团长。
1951年3月抗美援朝任537团政委、179师政治部副主任。随部队归国后任179师政治部主任，179师副政委、179师政委、第60军政治部主任、1968年3月任南京市革委会副主任兼南京长江大桥建设指挥部副总指挥、1969年11月调任八一电影制片厂革委会主任兼党组书记、1973年12月专任八一电影制片厂政委。在任八一电影制片厂革委会主任兼党组书记期间，组织拍摄了《红灯记》、《闪闪的红星》、《红色娘子军》、《平原作战》等影片。
1975年调任60军副政委、1978年5月任60军政委、1981年6月任江苏省军区政委兼中共江苏省委常委等职。1983年5月任江苏省军区顾问。
2022年4月23日在南京病逝，享年101岁。
1955年被授予二级独立自由勋章、二级解放勋章。1988年被授予独立功勋荣誉章。